# Elegiest
Elegiest (ros. Элегест) – wieś w Rosji, w Tuwie, w kożuunie czedi-cholskim. W 2010 liczyła 1431 mieszkańców.